# مزدا ریوگا
مزدا ریوگا (Mazda Ryuga) یک خودروی مفهومی (concept car) است که در سال ۲۰۰۷ توسط مزدا و همکاری فورد در نمایشگاه بین‌المللی اتومبیل آمریکای شمالی در دیترویت میشیگان معرفی شد. این خودرو به همراه مزدا ناگاره (mazda nagare) که در نمایشگاه اتومبیل greater لس آنجلس معرفی شد، یک مطالعه طراحی اکتشافی به منظور نشان دادن جهت آیندهٔ طراحی‌های بدنه برای خودروهای سواری بعدی مزدا است. ریوگا مانیکر (ryuga moniker) در ژاپنی به معنای جریان دلپذیر (gracious flow) است.

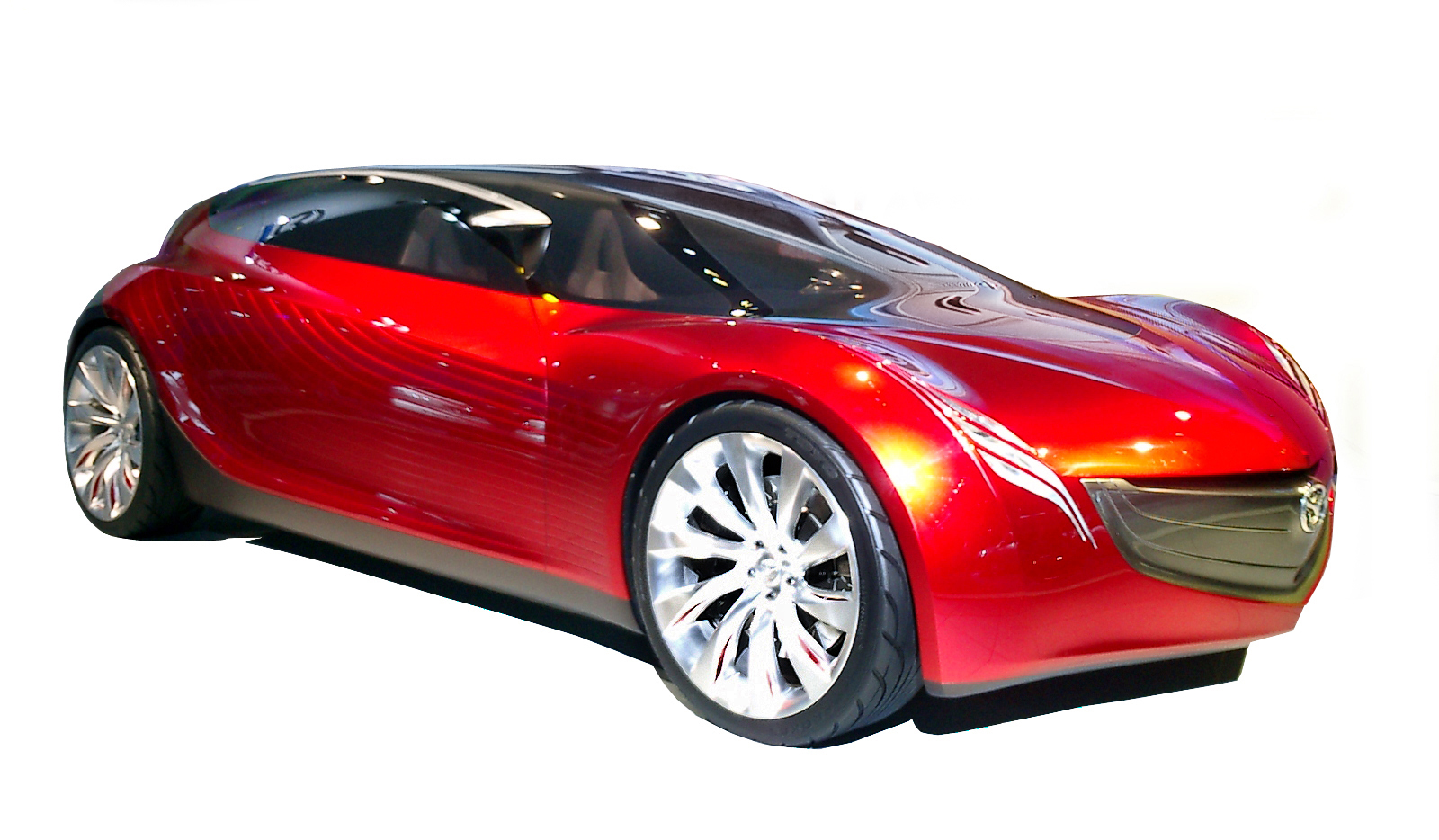